# 公平竞赛 (电影)
《公平竞赛》（捷克語：Fair Play）是一部2014年的捷克剧情电影，由安德烈·塞德拉科娃执导。本片被捷克选送参与竞逐第87届奥斯卡金像奖最佳外语片，但未入围最终提名名单。

## 情節
1983年，年轻的捷克斯洛伐克短跑选手安娜希望能够参加奥运会。她也凭借出色的表现获得在国家体育中心受训的机会。随后她被教练要求参与国家提供的特殊药物使用计划——注射类固醇药物司坦唑醇。此后她的成绩果然有所提升，但她也发现药物对身体产生了负面影响。安娜决定自行停止药物注射。安娜从男友的父母处得知了司坦唑醇是兴奋剂，但不久之后男友一家人就移民国外了。由于安娜的父亲从捷克斯洛伐克逃到了西德，她的母亲伊雷娜因此声誉受损，只能屈身当一名清洁工人，并且受到政府的严格监控。而伊雷娜认为她的女儿参加奥运会将会是移民到西方国家的好机会，所以她继续秘密地为女儿注射司坦唑醇。但安娜并不希望移民，更因母亲的自私决定而离家出走。伊雷娜还与前男友马雷克保持联系，后者反对当时的社会主义政府的政见，还经常让擅长打字的伊雷娜把自己的反政府文章打出来。但伊雷娜的秘密行为被政府特务发现，政府亦以此威胁她继续为女儿注射司坦唑醇。最终伊雷娜拒绝与政府合作，随后被判入狱，而安娜的运动员生涯也宣告结束。讽刺的是，安娜在收音机中得知捷克斯诺伐克最终决定与苏联一起抵制1984年洛杉矶奥运会。

## 制作
影片在布拉格、布拉迪斯拉发和上塔特拉山镇拍摄，此外剧组还曾计划到德国拍摄。
在影片开拍之前，朱迪特·巴多斯和伊娃·约瑟菲科娃都接受了六个月的专业运动员训练，使得他们跑步时的片段能更加真实。尽管如此，某些场景依然需要使用替身演员。
影片主题曲由Miro Žbirka在伦敦阿比路录音室制作。

## 荣誉
影片在2014年捷克狮奖拿到了多达15个奖项的提名，但最终未获得任一奖项。但影片拿到了观众选择奖以及非正式的最佳海报奖。
捷克电影电视学院选送了这部影片参与奥斯卡最佳外语片竞选，但未获得提名。